# Brass (Comitas)
Brass  is een compositie voor fanfareorkest van de Nederlandse componist Eduard de Boer, geschreven onder zijn pseudoniem Alexander Comitas. Het werk is gecomponeerd in opdracht van Muziekvereniging Emergo Castricum ter gelegenheid van het eeuwfeest van de vereniging in 2008. Dit orkest verzorgde onder leiding van dirigent Willem van Kooi de première op 30 maart 2008 in de Philharmonie te  Haarlem.
Het werk is opgenomen op cd door de Koninklijke Fanfare "Kempenbloei", Achel onder leiding van Ivan Meylemans.